# Sante Ciacci
Sante Ciacci (nascido em 22 de novembro de 1941) é um ex-ciclista samarinês que competiu no ciclismo nos Jogos Olímpicos de Verão de 1960.